# Pierre Henry
Pierre Georges Henry (ur. 9 grudnia 1927 w Paryżu, zm. 5 lipca 2017 tamże) – francuski kompozytor, twórca muzyki elektroakustycznej.

## Życiorys
Studiował w Paryżu pod kierunkiem Nadii Boulanger, Félixa Passeronne'a i Oliviera Messiaena. W latach 1948–1959 pracował w Club d’Essai, studio RTF utworzonym przez Pierre’a Schaeffera. W tym okresie napisał razem z Schaefferem utwór Symphonie pour un homme seul oraz pierwszą kompozycję muzyki konkretnej, która pojawiła się w filmie komercyjnym – był to krótki metraż Astrologie ou le miroir de la vie.
Był współautorem wyemitowanej 5 października 1948 roku w radiu francuskim audycji Concert de bruits (Koncert szumów). Data tej audycji uważana jest za symboliczny początek muzyki elektroakustycznej.
W 1960 założył wraz z Jeanem Baronnetem pierwsze we Francji prywatne studio muzyczne. W 1968 na zamówienie ministerstwa kultury napisał Apocalypse de Jean, której nagranie płytowe przyniosło mu w 1970 Grand Prix de l’Académie Charles Cros.
Jean-Michel Jarre zadedykował Henry'emu w 2022 roku Oxymore: Homage To Pierre Henry - album skomponowany z dźwięków zarejestrowanych przez Pierre'a i jego oryginalnego głosu mówionego.   
W 2009 roku Henry był gościem Festiwalu Warszawska Jesień, gdzie wykonano jego utwory.
Odznaczony Komandorią Legii Honorowej, Krzyżem Oficerskim Orderu Narodowego Zasługi oraz Komandorią Orderu Sztuki i Literatury.

## Utwory (wybór)[2]
- 1950 Symphonie pour un homme seul z Pierre Schaefferem
- 1968 L’apocalypse de Jean
- 1969 Ceremony razem z grupą rockową Spooky Tooth
- 1970 La Messe de Liverpool
- 1970 Mouvement-rythme-étude
- 1976 Parcours-Cosmogonie, utwór-koncert